# 2008 AP118
2008 AP118, também escrito como 2008 AP118, é um objeto transnetuniano que está localizado no Cinturão de Kuiper, uma região do Sistema Solar. Este corpo celeste está em uma ressonância orbital de 4:7 com o planeta Netuno. Ele possui uma magnitude absoluta de 7,8 e tem um diâmetro estimado com 121 km.

## Descoberta
2008 AP118 foi descoberto no dia 6 de janeiro de 2008 pelo astrônomo P. A. Wiegert.

## Órbita
A órbita de 2008 AP118 tem uma excentricidade de 0,163 e possui um semieixo maior de 44,102 UA. O seu periélio leva o mesmo a uma distância de 36,895 UA em relação ao Sol e seu afélio a 51,309 UA.